# PSPad

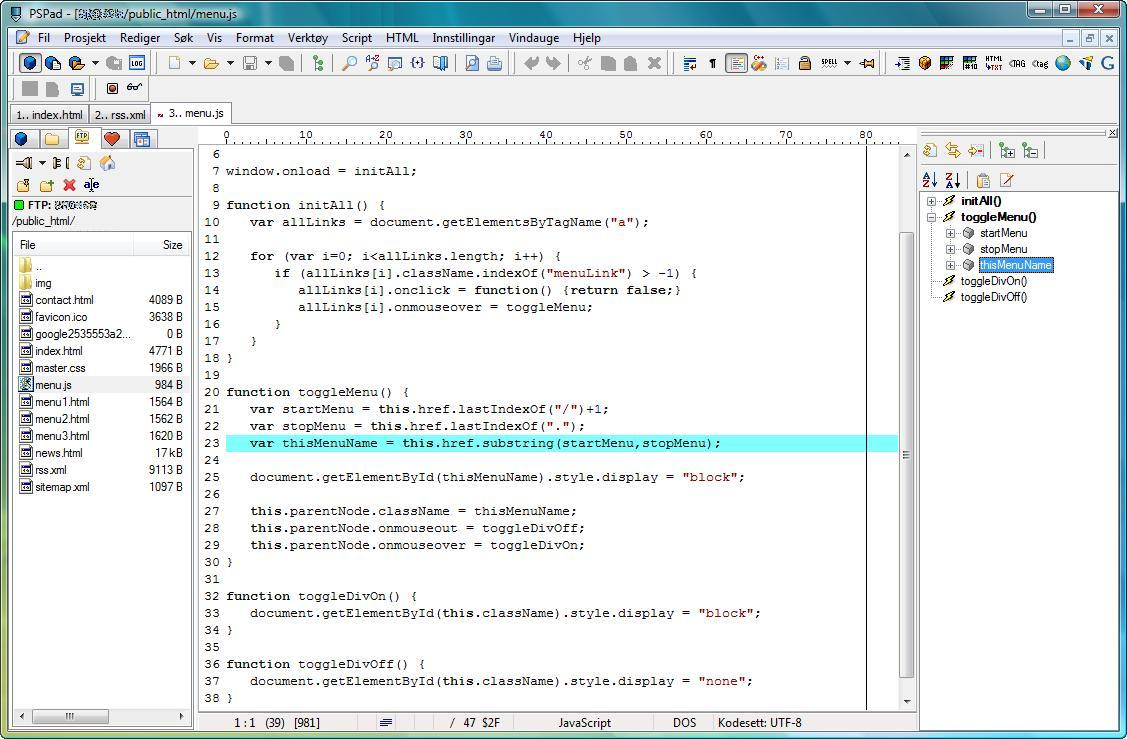

PsPad es un editor de texto con licencia freeware orientado a programación.
Permite la edición en C, C++, COBOL, Batch, CSS, Fortran, Foxpro, HTML, XHTML, archivos de configuración INI, Java, Javascript, KiXtart, Object Pascal, Pascal, Perl, PHP, Python, RSS, base de datos estándar SQL, Tcl, Tex, scripts de comando UNIX, VisualBasic, XML y x86, con la capacidad de añadir 6 lenguajes más. También sirve como editor hexadecimal.  
==inicio==
- Datos: Q1342374